# Kazimierz Kmiecik
Kazimierz Kmiecik (Węgrzce Wielkie, 1951. szeptember 19. –) lengyel válogatott labdarúgó, edző.
A lengyel válogatott tagjaként részt vett az 1974-es világbajnokságon, illetve az 1972. és az 1976. évi nyári olimpiai játékokon.

## Sikerei, díjai
Wisła Kraków
- Lengyel bajnok (1): 1977–78

Lengyelország
- Világbajnoki bronzérmes (1): 1974
- Olimpiai bajnok (1): 1972
- Olimpiai ezüstérmes (1): 1976

Egyéni
A lengyel bajnokság gólkirálya (3): 1977–78 (15 gól), 1978–79 (17 gól), 1979–80 (24 gól)